# Epureni
Epureni là một xã thuộc hạt Vaslui, România. Dân số thời điểm năm 2002 là 3258 người.